# 萊姆村 (阿拉斯加州)
萊姆村（英語：Lime Village）是位於美國阿拉斯加州貝塞爾人口普查區的一個非建制地區和人口普查指定地區。根據2010年美國人口普查，該地共人口29人，而該地的面積約為213.60平方千米。

## 地理
萊姆村的座標為61°20′29″N 155°29′27″W / 61.34139°N 155.49083°W，而該地的平均海拔高度為186米（即591英尺）。